# Vista pro Mar
Vista Pro Mar (em Inglês: Ocean View) é o segundo álbum de estúdio do cantor e compositor brasileiro Silva, lançado em 17 de março de 2014 pelo selo SLAP e pela gravadora de vinil Polysom. O primeiro single promocional do álbum foi "Janeiro" em formato de EP com remisturas, que foi lançado pela gravadora californiana Six Degrees.
Foi eleito o oitavo melhor disco nacional de 2014 pela Rolling Stone Brasil.

## Antecedentes
| Críticas profissionais | Críticas profissionais |
| Avaliações da crítica  | Avaliações da crítica  |
| Fonte                  | Avaliação              |
| ---------------------- | ---------------------- |
| Folha de S. Paulo      | [ 4 ]                  |
| Monkey Buzz            | [ 5 ]                  |
| Plano Crítico          | [ 6 ]                  |
| Brasil Independente    | [ 7 ]                  |
| Rolling Stone Brasil   | [ 8 ]                  |

No LastFm, Silva falou sobre os antecedentes que deu origem ao álbum, no portal,  ele diz
| “ | Logo que lancei Claridão, em outubro de 2012, já comecei a pensar no que seria meu disco seguinte. Eu já convivia com boa parte daquelas músicas havia um bom tempo e, depois de tanto tempo no estúdio, e depois de tantos shows com aquele repertório, eu estava definitivamente instigado a compor e a produzir material novo. Foi no início de 2013, numa viagem de férias com meu irmão Lucas, que surgiu a ideia do título 'Vista Pro Mar'. Eu já vinha dividindo com ele que queria fazer um disco mais ensolarado, 'pra cima', que fosse bom de ouvir ao lado da piscina. E foi exatamente num dia de sol lindo, quando estávamos de molho na piscina com borda infinita do hotel The Perry, em Miami, com sua vista incrível do mar que surgiu a ideia. Eu tirei uma foto; Lucas, ao mesmo tempo, tirou outra praticamente igual. Ele veio até mim, dizendo "acho que o disco tem de se chamar 'Vista Pro Mar'!" E foi como um estalo. Era isso! Era exatamente o que eu queria! E passamos o resto da tarde ali no mesmo lugar, olhando a vista e fazendo mil planos sobre o álbum. Mal sabia eu que ainda teria um ano inteiro de trabalho pela frente, buscando novos sons, até amadurecer as ideias. Em certas horas, aquela vista quase perfeita tornou-se uma visão tenebrosa de um mar vermelho-lava, de tanto fosfato que gastei na guerra estética de escolher o caminho a seguir. Comecei a achar que, mesmo negando, estava vivendo a lendária 'sindrome do segundo disco'." | ” |

Em fevereiro de 2014, o cantor divulgou mais detalhes sobre seu novo álbum, e diz que toda a produção ficou por sua conta e sua capa foi feita a quatro mãos pelo fotógrafo português Rui Aguiar e pelo diretor de arte brasileiro Gabriel Finotti. A gravação do álbum ocorreu em Lisboa.

## Faixas
| Vista Pro Mar – Edição padrão |                                |                         |         |  |
| N.º                           | Título                         | Compositor(es)          | Duração |  |
| 1.                            | "Vista Pro Mar"                | Lúcio Silva Lucas Souza | 05:24   |  |
| 2.                            | "É Preciso Dizer"              | Silva Souza             | 04:25   |  |
| 3.                            | "Janeiro"                      | Silva Souza             | 04:18   |  |
| 4.                            | "Entardecer"                   | Silva Souza             | 05:28   |  |
| 5.                            | "Okinawa" (com Fernanda Takai) | Silva Souza             | 04:33   |  |
| 6.                            | "Disco Novo"                   | Silva Souza             | 04:22   |  |
| 7.                            | "Universo"                     | Silva Souza             | 03:27   |  |
| 8.                            | "Volta"                        | Silva Souza             | 03:56   |  |
| 9.                            | "Ainda"                        | Silva                   | 02:44   |  |
| 10.                           | "Capuba"                       | Silva Souza             | 05:33   |  |
| 11.                           | "Maré"                         | Silva Souza             | 04:15   |  |

| Ocean View – Faixas bônus da edição internacional |              |                |         |  |
| N.º                                               | Título       | Compositor(es) | Duração |  |
| 12.                                               | "Ocean View" | Silva Souza    | 05:26   |  |
| 13.                                               | "January"    | Silva Souza    | 04:22   |  |